# Isaac Mendez
Isaac Mendez är en rollfigur i NBC tv-serien Heroes.
Han har drogproblem och upptäcker att han kan måla framtiden när han är under påverkan av heroin.
Hans flickvän och konsthandlare Simone Deveaux lämnar honom på grund av hans drogproblem. Isaac tjänar pengar genom att ge ut framtids-serier. Som genom stora delar av de 3 första säsonger hjälpt hjältarna i deras strävan att rädda världen. Den som mest fått hjälp är Hiro Nakamura som genom serierna vetat vad han ska göra.
I första avsnittet tar Isaac en överdos av heroin. Simone och Peter Petrelli hittar honom liggande på golvet. Han får hjälp av Noah Bennet att kontrollera sin förmåga och behöver inte längre heroin för att kunna måla framtiden. Han målar en tavla av Sylar och förstår att han kommer att bli dödad. Några dagar senare kommer Sylar och mördar Isaac och tar hans förmåga.